# Zoysia japonica
Zoysia japonica là một loài thực vật có hoa trong họ Hòa thảo. Loài này được Steud. miêu tả khoa học đầu tiên năm 1854.

## Hình ảnh

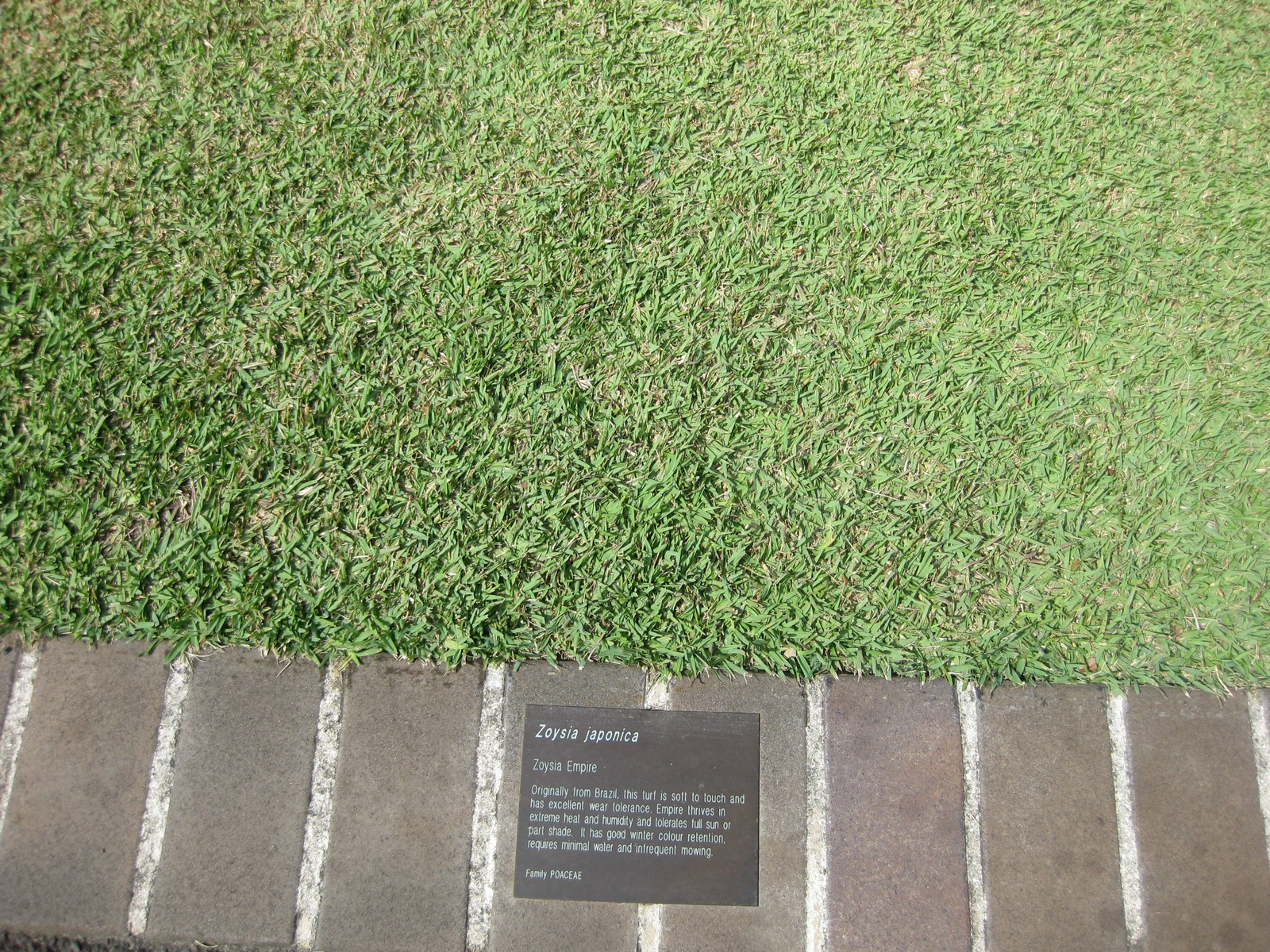
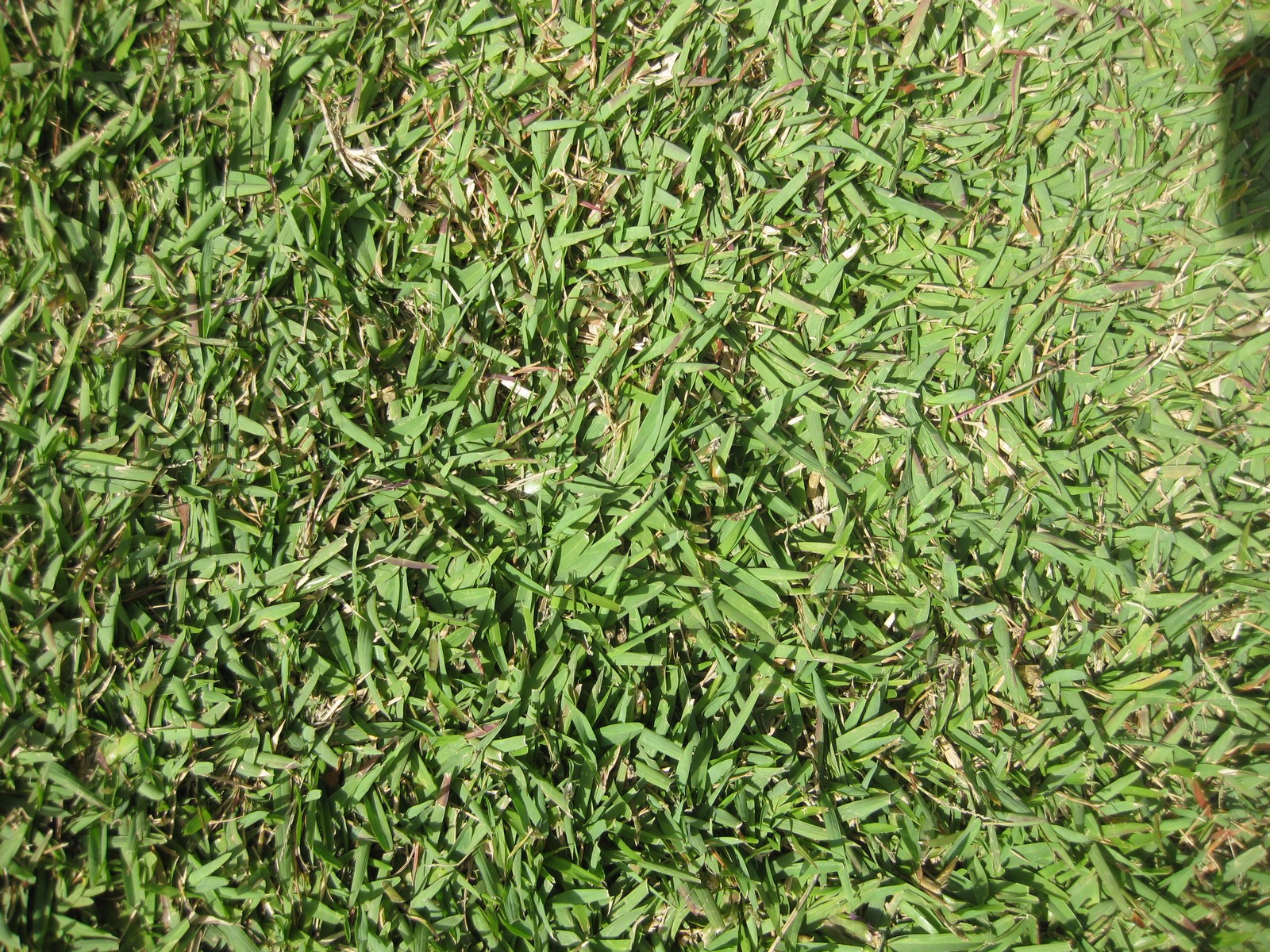
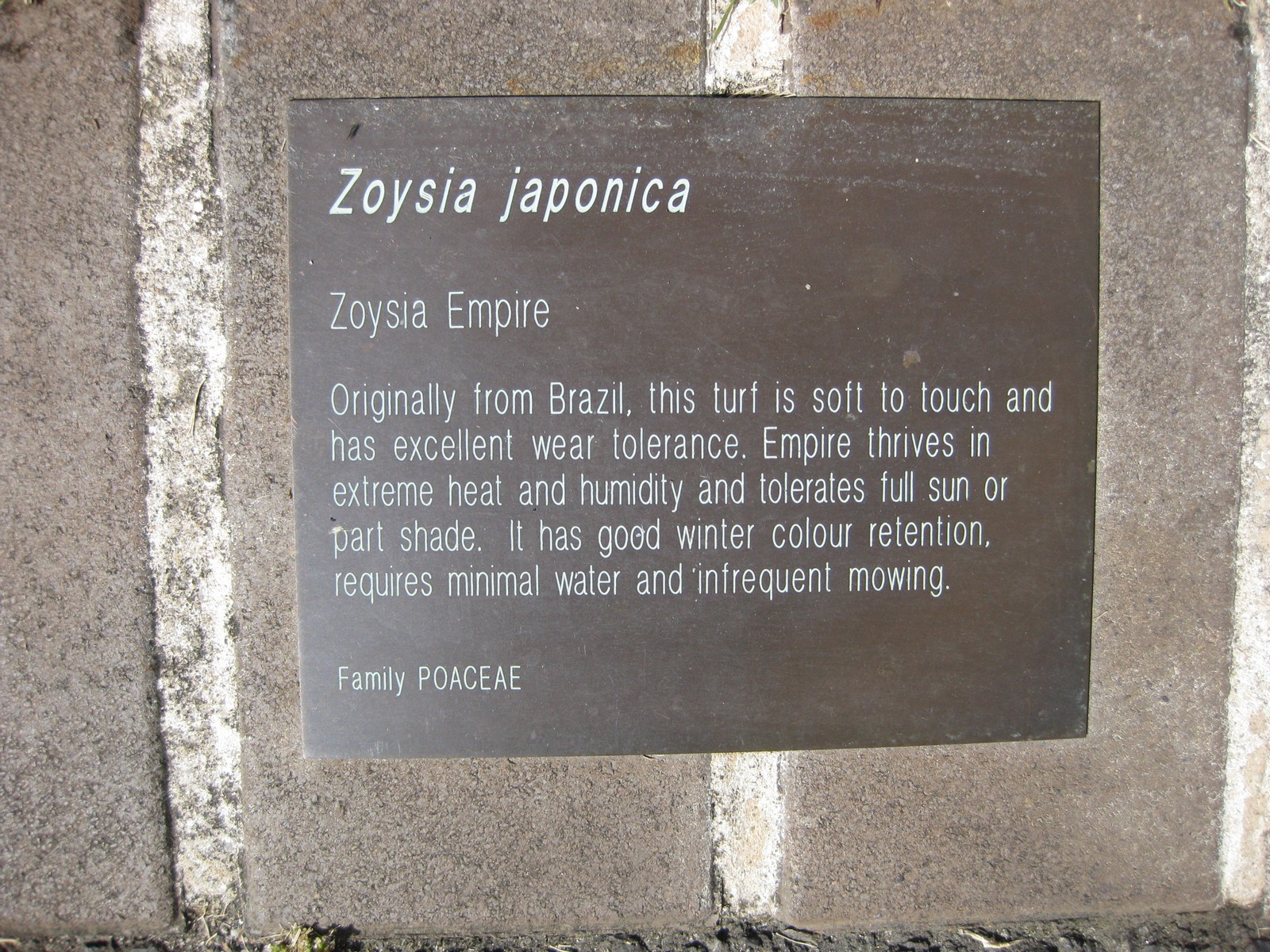
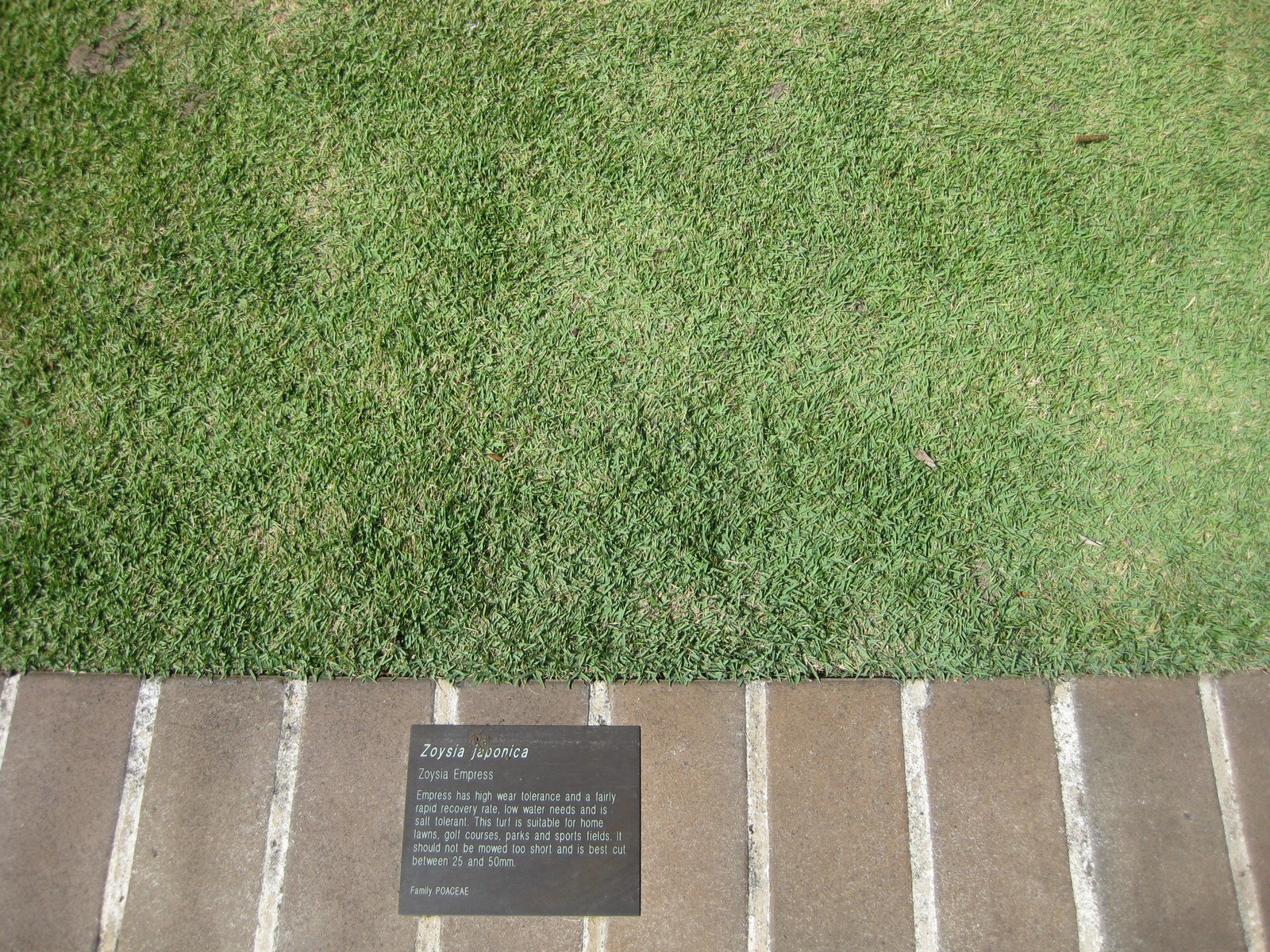